# قصص الأنبياء بالصلصال (مسلسل)
من قصص الأنبياء وإشتهر أيضا باسم قصص الأنبياء بالصلصال هو مسلسل تلفزيوني وأول مسلسل دينى مصرى للأطفال بالصلصال من خلال استخدام التحريك بالصلصال في جميع القصص، يحكي المسلسل قصص الأنبياء من وجهة نظر إسلامية إستنادََا إلى نصوص القرآن، كما تمت مراجعة المسلسل بمعرفة إدارة البحوث والتأليف والترجمة بالأزهر وتم عرضه لأول مرة عام 1998.
المسلسل من سيناريو لينا كيلاني وعلاء ثابت وإنتاج التليفزيون المصري، قامت بإخراج المسلسل تلفزيونيا زينب زمزم

## الحلقات
تم عرض المسلسل على 30 حلقة للعديد من قصص الانبياء المذكورين في القرآن وعددهم 19 نبيًا تم الرمز إليهم بهالة بيضاوية من الضوء وهم:
- آدم
- نوح
- هود
- صالح
- إبراهيم
- إسماعيل
- يعقوب
- يوسف
- أيوب
- شعيب
- موسى (حلقتان)
- عزير
- داوود
- سليمان (حلقتان)
- يونس (حلقتان)
- زكريا ويحيى
- عيسى
- محمد (تم عرض 10 حلقات تحت عنوان "من حياة الرسول").[4]

## طاقم العمل

### الممثلون
- أشرف عبد الغفور.
- سمير حسني.
- فاروق نجيب.
- ليلى حمادة.
- رباب.
- وفاء سالم
- أمينة رزق
- سوسن بدر
- عبد الرحمن أبو زهرة

### الرواة
- سميرة عبد العزيز - إيناس جوهر. (رواية للأحداث)
- محمد السبع. (رواية للقرآن الكريم)

### الإخراج
- محمد إسماعيل. (إخراج إذاعي)
- زينب زمزم. (إخراج تلفزيوني)